# Miss Scandinavia
Miss Scandinavia var en nordisk skönhetstävling. Två kandidater från respektive land var med och tävlade om tre finalplatser. Varumärket ägs av det finska bolaget FINNARTIST samt finska TV-stationen YLE. Miss Scandinavia var 2007 och 2008 hopslagen med Miss Baltic Sea. Tävlingen lades ned 2009.

## Vinnare
- 1962 - Kaarina Leskinen, Finland
- 1963 - Thelma Ingvarsdóttir, Island
- 1964 - Birgitta Alverjung, Sverige
- 1965 - Elsa Brun, Norge
- 1966 - Satu Charlotta Östring, Finland
- 1967 - Eva Lisa Svensson, Sverige
- 1968 - Tone Knaran, Norge
- 1969 - Harriet Eriksson, Finland
- 1970 - Britt-Inger Johansson, Sverige
- 1971 - Eila Kivisto, Finland
- 1972 - Tuula Anneli Björkling, Finland
- 1973 - Monica Sundin, Sverige
- 1974 - Lena Olin, Sverige
- 1975 inställd
- 1976 - Bente Lihaug, Norge
- 1977 - Birgitta Lindvall, Sverige
- 1978 - Susanna Olsson, Sverige
- 1979 - Käte Nyberg, Finland
- 1980 - Mona Olsen, Norge
- 1981 - Eva-Lena Lundgren, Sverige
- 1982-1985 inställd
- 1986 - Sig Sigfursdóttir, Island
- 1987 - Hege Rasmussen, Norge
- 1988 - Maria Valtonen, Finland
- 1989 - Helle Hansen, Norge
- 1990 - Louise Drevenstam, Sverige
- 1991 - Nina Björkfelt, Finland
- 1992 - Nina Autio, Finland
- 1993 - Thorunn Larusdottir, Island
- 1994 - Beatrice Magnusson, Sverige
- 1995 - Birna Bragadottir, Island
- 1996 - Sandra Hjort, Sverige
- 1997 - Lola Odusoga, Finland
- 1998 - Dagmar Iris Gylfadóttir, Island
- 1999 - Jonna Kauppila, Finland
- 2000 - Saija Palin, Finland
- 2001 - Jenni Dahlman, Finland
- 2002 - Íris Björk Árnadóttir, Island
- 2003 - Marna Haugen, Norge
- 2004 - Piritta Hannula, Finland
- 2005 - Gitte Hanspal, Danmark
- 2006 inställd
- 2007 - Dorota Gawron, Polen (Miss Scandinavia & Miss Baltic Sea)
- 2008 - Fanney Lára Guðmundsdóttir, Island (Miss Scandinavia & Miss Baltic Sea)